# 이와모토 루나
이와모토 루나(일본어: 岩元 ルナ, 2001년 3월 29일~)는 일본의 축구 선수이다.

## 구단 경력
그는 2023년 J2리그의 더스파구사쓰 군마(더스파 군마)에 입단했고, 2년동안 팀에서 뛰었다. 2024년후 현역 은퇴.